# 99e régiment d'infanterie territoriale
Pour les articles homonymes, voir 99e régiment.
Le 99e régiment d'infanterie territoriale (99e RIT) est un régiment d'infanterie de l'armée de terre française qui a participé à la Première Guerre mondiale.

## Création et différentes dénominations
- 19 mars 1875 : le 99e régiment d'infanterie territoriale reçoit son numéro en prévision de la mobilisation[1]
- août 1914 : formation du 99e régiment d'infanterie territoriale
- mars 1918 : dissous, forme un bataillon de pionniers

## Historique des garnisons, combats et batailles

### Première Guerre mondiale

#### Affectations
- Brigade nord du groupement sud de la défense mobile de Belfort de novembre 1914 à août 1915[2]
- 210e brigade de la 105e division d'infanterie territoriale d'août 1915 à mars 1916[2]
- 210e brigade de la 157e division d'infanterie de mars à août 1916[3]
- 213e brigade de la 157e division d'infanterie d'août 1916 à mars 1917[3]
- 217e brigade isolée de mars à mars 1918[3]
- Un bataillon de pionniers à la 4e armée de mars à novembre 1918[4]

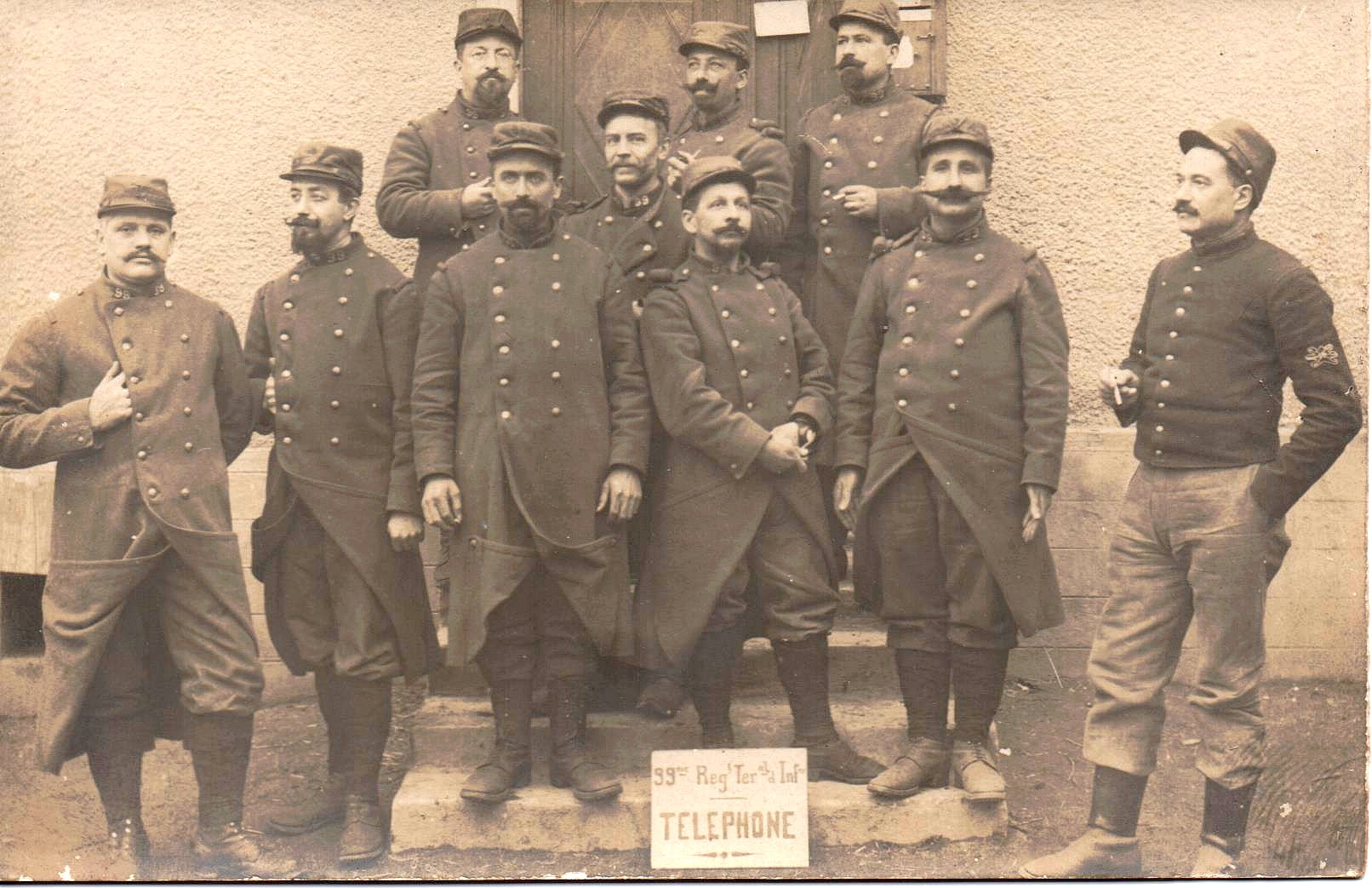
La section de téléphonie du régiment, 1914.

## Drapeau
Il porte, cousues en lettres d'or dans ses plis, les inscriptions suivantes :
- Verdun 1917